# François Wiener
François Wiener, egentligen Edgar Franz Wiener, född 28 januari 1877 i Bryssel, Belgien, död 8 november 1937 i Frankrike, var en belgisk författare och dramatiker.
Wiener var även verksam under pseudonymnamnet Francis de Croisset.